# Gonomyia (Leiponeura) bifiligera
Gonomyia (Leiponeura) bifiligera is een tweevleugelige uit de familie steltmuggen (Limoniidae). De soort komt voor in het Neotropisch gebied.